# Greer Stevens
Greer Stevens (Pietermaritzburg, 15 de Fevereiro de 1957) é uma ex-tenista profissional sul-africana.

## Grand Slam finais

### Duplas Mistas: 3 (3 títulos, 0 vice)
| Posição | Ano  | Campeonato | Piso  | Parceiro   | Oponentes                 | Placar        |
| ------- | ---- | ---------- | ----- | ---------- | ------------------------- | ------------- |
| Campeã  | 1977 | Wimbledon  | Grama | Bob Hewitt | Betty Stöve Frew McMillan | 3–6, 7–5, 6–4 |
| Campeã  | 1979 | Wimbledon  | Grama | Bob Hewitt | Betty Stöve Frew McMillan | 7–5, 7–6      |
| Campeã  | 1979 | US Open    | Duro  | Bob Hewitt | Betty Stöve Frew McMillan | 6–3, 7–5      |